# Sońsk (gmina)
Pour les articles homonymes, voir Sońsk.
Sońsk est une gmina (commune) rurale du powiat de Ciechanów, dans la Voïvodie de Mazovie, dans le centre-est de la Pologne.
Son siège administratif est le village de Sońsk, qui se trouve à environ 11 kilomètres au sud-est de Ciechanów, siège du powiat et à 66 kilomètres au nord de Varsovie, capitale de la Pologne.
La gmina couvre une superficie de 154,99 km2 pour une population de 8 047 habitants en 2006.

## Histoire
De 1975 à 1998, la gmina est attachée administrativement à la voïvodie de Ciechanów. Depuis 1999, elle fait partie de la voïvodie de Mazovie.

## Géographie
La gmina inclut les villages et localités suivantes :
- Bądkowo
- Bieńki-Karkuty
- Bieńki-Skrzekoty
- Bieńki-Śmietanki
- Burkaty
- Chrościce
- Chrościce-Łyczki
- Cichawy
- Ciemniewko
- Ciemniewo
- Damięty-Narwoty
- Drążewo
- Gąsocin
- Gołotczyzna
- Gutków
- Kałęczyn
- Komory Błotne
- Komory Dąbrowne
- Kosmy-Pruszki
- Koźniewo Średnie
- Koźniewo Wielkie
- Koźniewo-Łysaki
- Łopacin
- Marusy
- Mężenino-Węgłowice
- Niesłuchy
- Olszewka
- Ostaszewo
- Pękawka
- Sarnowa Góra
- Skrobocin
- Ślubowo
- Soboklęszcz
- Sońsk
- Spądoszyn
- Strusin
- Strusinek
- Szwejki
- Wola Ostaszewska

### Gminy voisines
La gmina de Sońsk est bordée par les gminy suivantes :
- Ciechanów
- Gołymin-Ośrodek
- Gzy
- Nowe Miasto
- Ojrzeń
- Sochocin
- Świercze

### Source
- Chiffres de population officiels polonais 2006